# 乳油木
乳油木（旧名），又名牛油果、乳木果、雪亞果（Shea nut）或非洲果，是屬於山欖科，乳木果屬的一種樹木。乳油木是非洲特有的植物，原產於馬利、喀麥隆、剛果、象牙海岸、迦納、幾內亞、多哥、奈及利亞、塞內加爾、蘇丹、布吉納法索及烏干達等地。乳油木的種子很大，含有豐富的油脂，可以從中提取出乳木果油。

## 形態
株高大約可以生長至十五公尺左右，樹幹直徑可以超過一公尺以上，壽命約有200至300年。葉片薄，互生，長橢圓形，葉集中生長在枝條的頂端。花黃色，十二月至隔年的四月開花，五月至九月果實成熟，果實卵形，長五至八公分。果實內有一粒種子，種子長約5公分，寬約3.5公分。
乳油木由種子發芽至第一次開花大約需要十五年的時間。株齡三十年的樹一年可以生產二十公斤的果實，二十公斤的果實可以收穫五公斤左右的乾燥種子，五公斤的種子大約可以生產一公斤左右的雪亞脂。

## 主要成份
油酸50% ，飽和脂肪酸47% ，脂肪伴隨物6~10% (其中有75%的三萜烯醇，還有維他命A和維他命E的前趨物，尿囊素) 

## 用途
乳油木是一種非洲傳統的食品，這種蔬菜有潛力可以用來改善當地人民的營養，増進糧食安全存量，促進農村的發展和維護土地的永續使用。
在非洲，乳油木廣泛的用於食品和醫藥上，也是當地人民食物脂肪的主要來源之一。在西方，雪亞脂最常用在化妝品上。雪亞脂有很多種用途，使用時會將油脂精煉過或是直接使用不加精製，精煉雪亞脂時可以使用化學藥劑萃取，例如用己烷萃取，或是使用黏土過濾油脂。
由種子搾取油脂的步驟如下，首先要去掉種子外層的果肉。去除果肉後再來就要剝掉種子的外殼，傳統的剝殼方法，是將種子放在臼內用杵搗破，或是用石頭直接敲碎。大量生產時則有剝殼機可以代勞，剝殼機去殼的速度較快，可以省下大量的勞力。剝殼後的種子先用火燒烤後，再用碾碎或壓搾的方式提取出種子內的油脂，這些油脂可以用來製作雪亞脂。搾完油後剩下的渣滓可以作飼料。

## 分佈

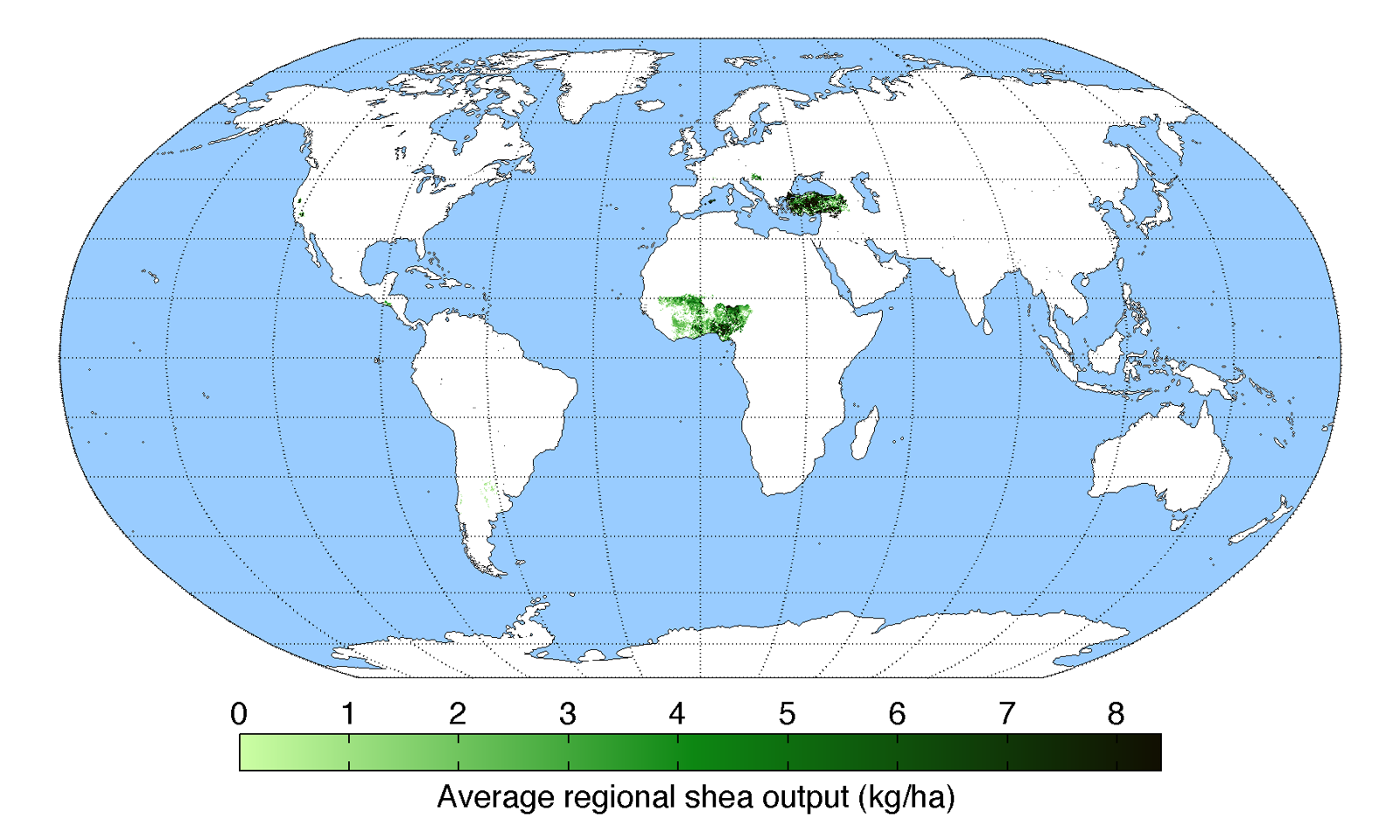
平均地區產量 (kg/英畝)

乳油木原產漠南非洲的稀樹草原，分佈範圍東至埃塞俄比亞高原、西至幾內亞灣，橫跨5,000公里並涵蓋19個非洲國家，分別為貝寧、布基納法索、喀麥隆、中非共和國、乍得、埃塞俄比亞、加納、畿內亞、畿內亞比紹、科特迪瓦、馬里、尼日爾、尼日利亞、塞內加爾、塞拉利昂、蘇丹、多哥、烏干達及剛果民主共和國。
目前中国有部分省份有局部引進乳油木，这种植物可在中国南方地区种植，例如广东省、福建省、云南省等地。

## 名稱
屬名Butyrospermum是「奶油種子」意思，形容種子富含油脂。種小名parkii是為了紀念探險家Mungo Park（蒙哥·帕克）而命名的，他在塞內加爾探險時發現了這種植物。

## 外部連結
- Vitellaria paradoxa （页面存档备份，存于） in Brunken, U., Schmidt, M., Dressler, S., Janssen, T., Thombiano, A. & Zizka, G. 2008. West African plants - A Photo Guide. Forschungsinstitut Senckenberg, Frankfurt/Main.（西非植物，乳油木）